# Angelo Raimondi
Angelo Raimondi, noto anche con lo pseudonimo di Zaimo (...), è un fumettista italiano.

## Biografia
Esordì nel 1963 realizzando, in collaborazione con Gino Marchesi e Virgilio Muzzi, tre numeri della prima serie Diabolik: Il genio del delitto, Terrore sul mare e Sepolto vivo!.
Dal 1964 disegnò, firmandosi con lo pseudonimo "Zaimo" e alternandosi ad altri autori, numerosi numeri delle serie nere Kriminal e Satanik scritte da Max Bunker e pubblicate dall'Editoriale Corno tra il 1964 e il 1974. Dopo la chiusura di queste serie si è alternato con Stelio Fenzo nella serie Koko della Geis nel 1976-1977.